# Villemoiron-en-Othe
Villemoiron-en-Othe é uma comuna francesa na região administrativa de Grande Leste, no departamento de Aube. Estende-se por uma área de 12,49 km². Em 2010 a comuna tinha 207 habitantes (densidade: 16,6 hab./km²).